# 萨多沃耶农村居民点 (沃罗涅日州)
萨多沃耶农村居民点（俄语：Садовское сельское поселение）是俄罗斯联邦沃罗涅日州安纳区所属的一个农村居民点。其下辖有1个居民点，行政中心为萨多沃耶。据2016年统计，该农村居民点的人口为4126人。